# Elfin Sports Cars
Elfin Sports Cars Pty Ltd (anciennement Elfin Sports Cars) est un constructeur automobile australien fondé par Garrie Cooper. C'est un constructeur australien de voitures de sport et de voitures de course depuis 1959.
Elfin Sports Cars appartient actuellement à la succession de l'ancien pilote de course britannique Tom Walkinshaw, à travers sa société Walkinshaw Performance qui possède également Holden Special Vehicles. Il appartenait auparavant aux hommes d'affaires et aux passionnés de courses historiques Bill Hemming et Nick Kovatch (qui reste directeur technique) qui l'ont acheté en 1998.
Elfin est le plus ancien constructeur de voitures de sport en Australie et l'un des plus titrés avec 29 championnats et titres de Grand Prix majeurs. L'usine d'origine était située sur l'avenue Conmurra, à Edwardstown, dans la banlieue d'Adélaïde, en Australie-Méridionale. L'entreprise est actuellement située à Braeside, une banlieue de Melbourne.

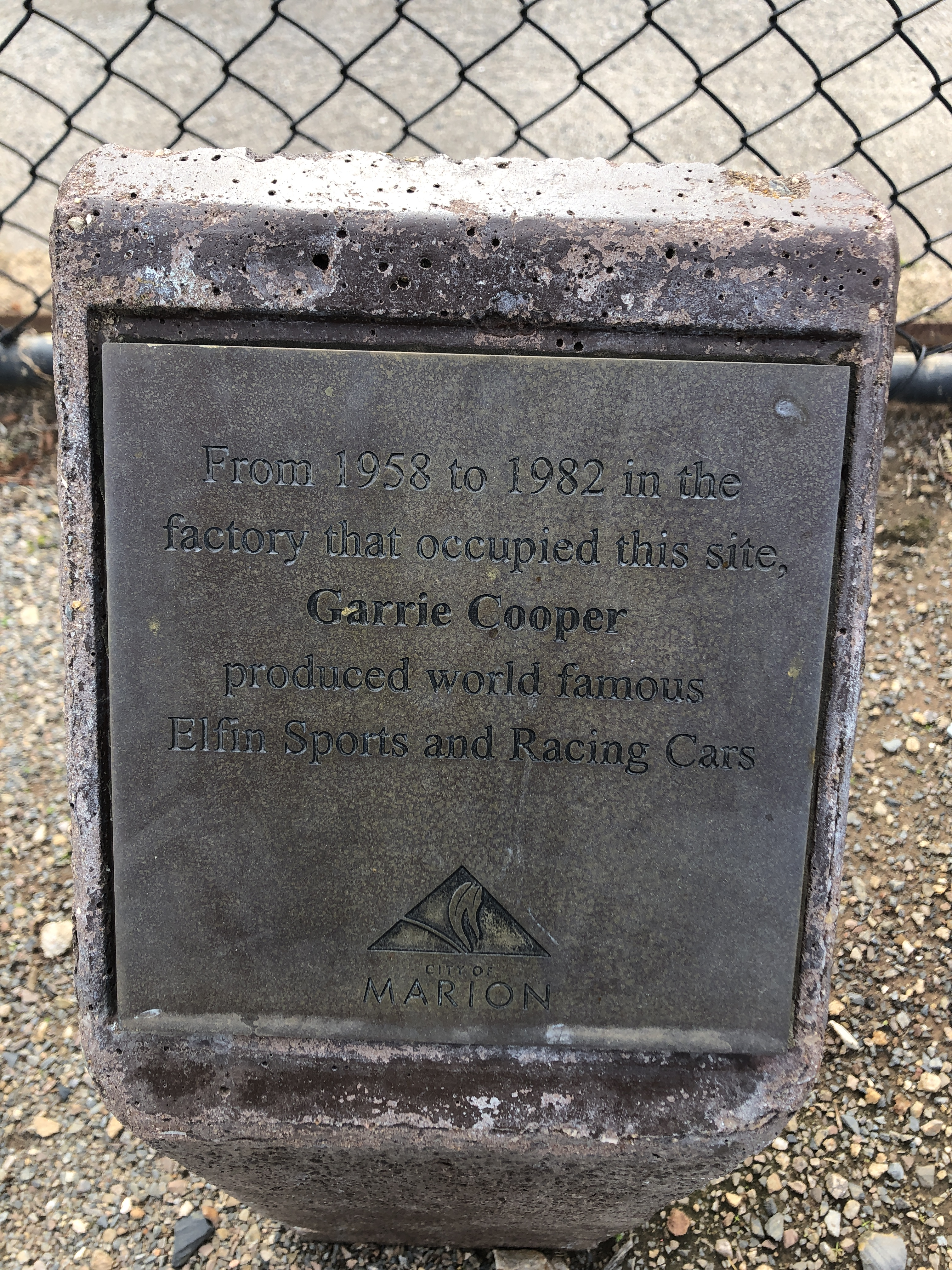
Plaque à l'avenue Conmurra en souvenir d'Elfin

## Histoire

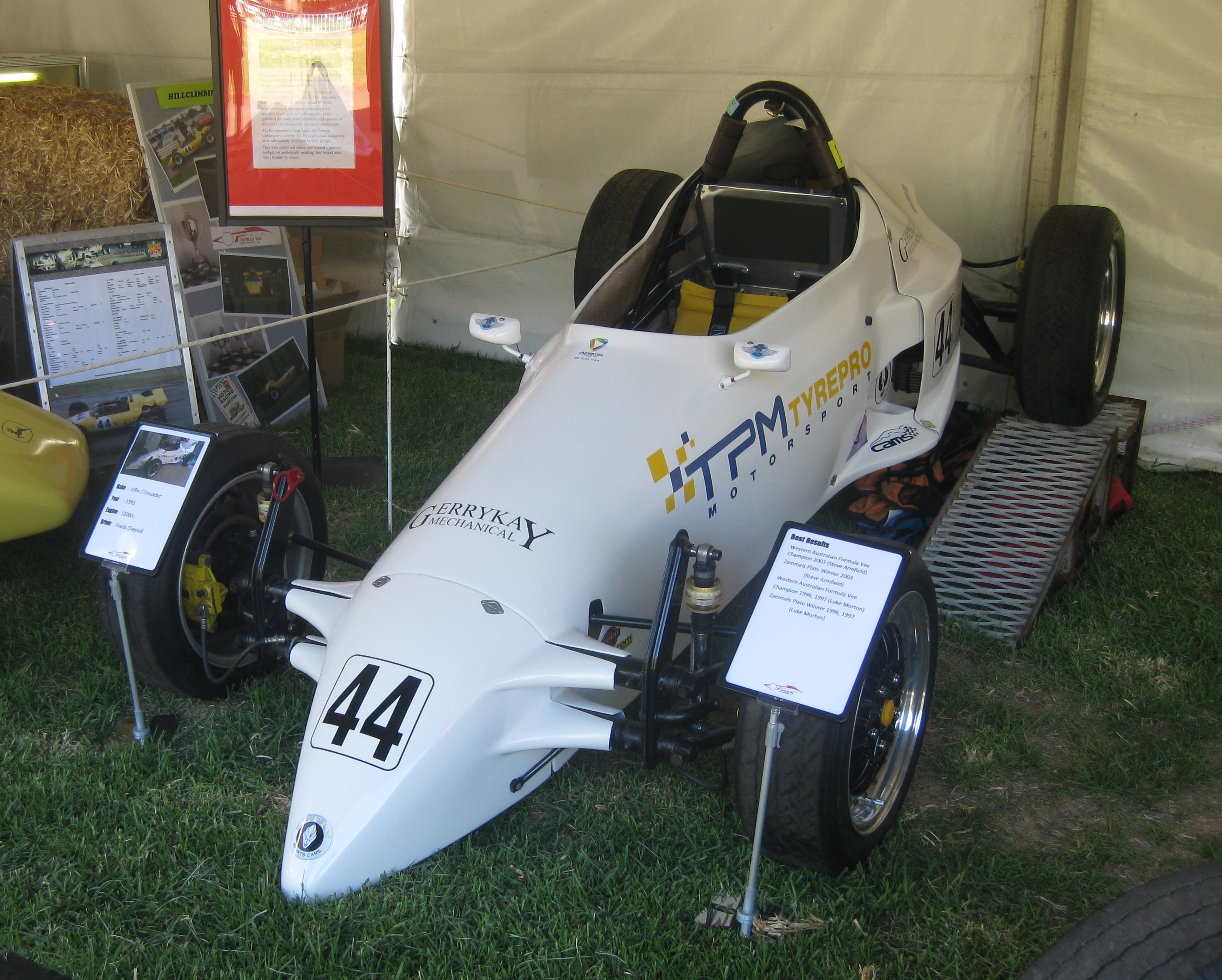
Elfin Crusader

La société a été fondée en Australie-Méridionale sous le nom d'Elfin Sports Cars en octobre 1959 par Garrie Cooper. Lui et son entreprise allaient devenir champions de course ainsi que concepteur et constructeur à succès de voitures de course et de sport. En 1983, à la suite du décès de son fondateur, l'entreprise est rachetée par le Tasmanien Don Elliott, le pilote automobile Tony Edmondson et le mécanicien John Porter qui ont rétabli la fourniture de pièces et de services aux propriétaires existants.
Cooper est décédé subitement le 25 avril 1982, à l'âge de 46 ans, d'une rupture artérielle. Cliff Cooper, le père de Garrie, termine alors les commandes en cours, dont six Formule Vee de nouvelle génération, avant de proposer l'entreprise à la vente ainsi que de concevoir une nouvelle Formule Vee, la Crusader et une Formule Brabham.
En 1993, le victorien Murray Richards a acquis Elfin et s'est mis à construire une nouvelle génération d'Elfin Clubman appelée Type 3. En mauvaise santé, il a vendu Elfin à Bill Hemming et Nick Kovatch en 1998 qui ont déménagé l'entreprise à Melbourne, Victoria.
Elfin a ensuite commencé une collaboration avec Holden, révélant un concept MS8 Streamliner au Melbourne International Motor Show en 2004. La production limitée de deux versions du MS8 a commencé en mars 2006 et après la vente de l'entreprise à Tom Walkinshaw (de HSV/Walkinshaw Performance) en décembre 2006, les futures automobiles produites ont été vendues au détail dans toute l'Australie via des concessionnaires HSV sélectionnés dans chaque État.
Après sa mort en décembre 2010, la propriété d'Elfin est restée dévolue à la succession de Tom Walkinshaw mais il n'y a eu aucune autre production de voitures Elfin depuis mars 2012.
Le Elfin Heritage Centre est dédié aux voitures de sport Elfin à Melbourne. Le centre présente une douzaine de véhicules actuels et historiques en exposition.

## Sport automobile
Les pilotes Elfin ont remporté 29 championnats et titres majeurs, dont deux championnats australiens des pilotes (1973, 1975), quatre championnats australiens de voitures de sport (1970, 1973, 1974, 1975), trois Australian Tourist Trophies (1966, 1976, 1978) et quatre Championnats d'Australie de Formule Ford (1970, 1971, 1974, 1982). De plus, les voitures Elfin ont également remporté le Grand Prix de Singapour (1968), le Grand Prix de Malaisie (1968, 1969, 1972) et le Grand Prix de Nouvelle-Zélande (1973, 1974).
Les pilotes des voitures Elfin comprenaient le champion du monde de Formule 1 1976 , James Hunt, et le pilote français de F1, Didier Pironi. Parmi les autres figuraient les pilotes de F1 australiens Vern Schuppan et Larry Perkins, ainsi que John Bowe, Frank Matich, John McCormack, Bob Jane, Allan Grice, Peter Manton et Mark Mclaughlin.

## Modèles

### Véhicules récents
En 2006, Elfin a commencé à produire deux voitures de sport à moteur V8 : la MS8 Streamliner et la MS8 Clubman. Par la suite, en 2008, Elfin a présenté ce que l'on pourrait appeler un modèle d'entrée de gamme avec un quatre cylindres turbocompressé, la T5 Clubman.

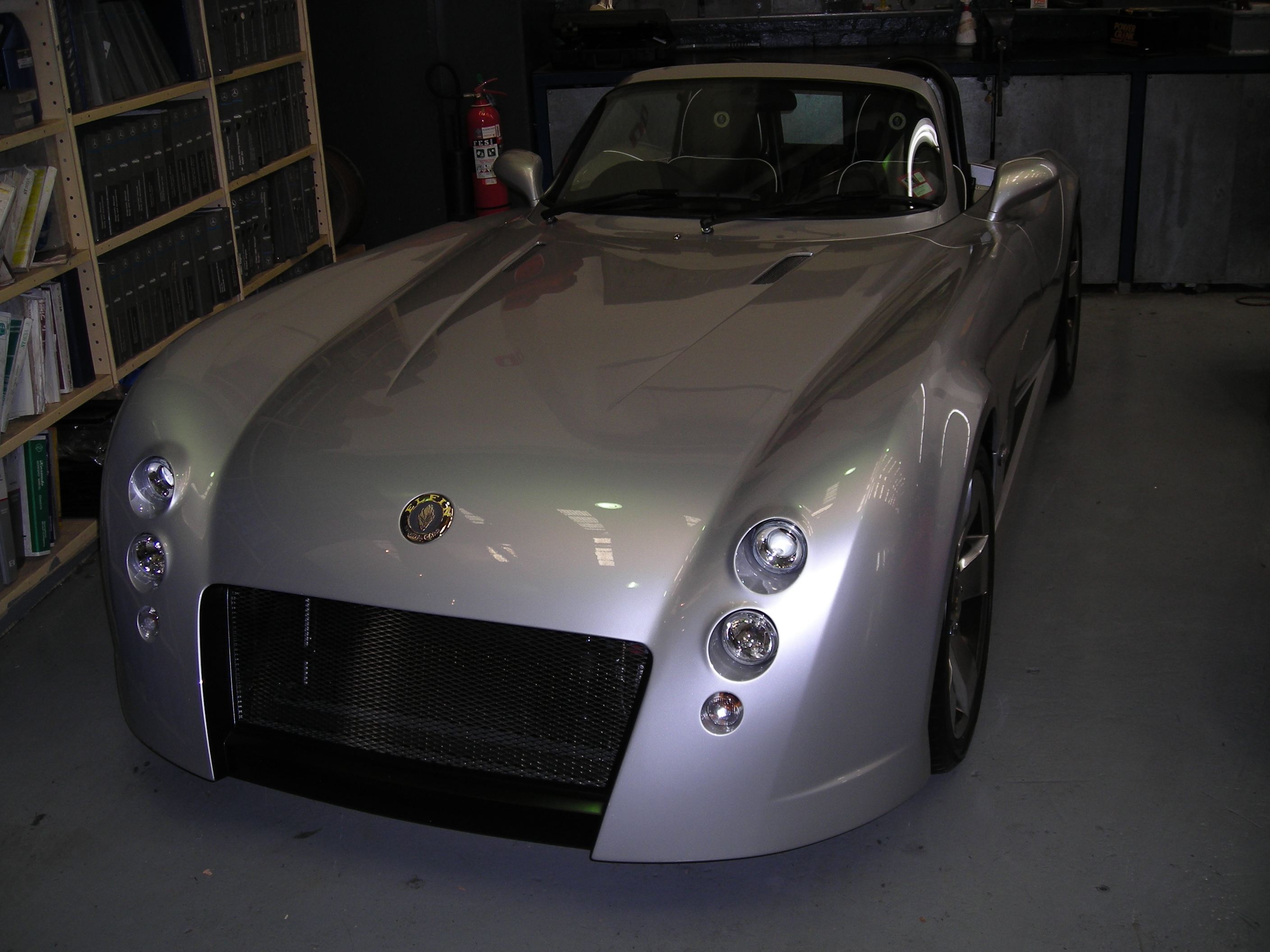
Elfin MS8

Les moteurs des voitures MS8 étaient essentiellement des V8 Gen III de 5,7 litres de production standard fournis par GM Holden et utilisés pour les Commodore VZ. Pour la T5 Clubman, des moteurs dérivés de Pontiac ont été fournis par GM Powertrain (États-Unis).
Les voitures MS8 ont une puissance importante (environ 255 kW) pour leur taille et leur poids, mais cela les rend très difficiles à conduire. Certains médias ont considéré les véhicules MS8 comme quelque peu décevants, compte tenu de l'histoire sportive d'Elfin.
La production de véhicules Elfin était officiellement interrompue en mars 2012, et les demandes de renseignements en cours à ce moment-là devaient être dirigées vers l'entreprise Walkinshaw Performance connexe.

### Véhicules historiques – ère Garrie Cooper
La société d'origine a produit 248 voitures de course et de sport au travers de 27 modèles différents sur une période de 25 ans.
| Modèle                    | Nombre d'exemplaires | Période   | Description                        |
| ------------------------- | -------------------- | --------- | ---------------------------------- |
| Streamliner               | 23                   | 1959–1963 | Voiture de sport à moteur avant    |
| Formula Junior & Catalina | 20                   | 1961–1964 | Formule Junior.                    |
| Clubman                   | 14                   | 1961–1965 | Voiture de sport.                  |
| Mallala                   | 5                    | 1962–1964 | Voiture de sport                   |
| Type 100 Mono             | 19                   | 1964–1969 | Monoplace 1½ Litre                 |
| Type 500                  | 21                   | 1965–1969 | Formule Vee                        |
| Type 400                  | 4                    | 1966–1967 | Voiture de Groupe A avec V8        |
| Type 300                  | 6                    | 1967–1969 | Voiture de sport.                  |
| 600/B/C/D/E               | 27                   | 1968–1971 | Monoplace                          |
| 600 FF                    | 17                   | 1969–1972 | Formule Ford                       |
| Type 350                  | 1                    | 1969      | Voiture de sport                   |
| ME5                       | 1                    | 1969      | Voiture de Groupe A V8             |
| Type 360                  | 3                    | 1971      | Voiture de sport                   |
| MR5                       | 4                    | 1971–1972 | F5000                              |
| 620FF / 620B              | 20                   | 1972–1975 | Formule Ford                       |
| 622                       | 6                    | 1972–1974 | Australian Formula 2               |
| 623                       | 8                    | 1973–1974 | Australian Formula 3               |
| MR6                       | 1                    | 1974      | F5000                              |
| MS7                       | 1                    | 1974      | Voiture de course V8               |
| 630                       | 2                    | 1974–1975 | Formule 2                          |
| 700                       | 7                    | 1975–1977 | Formule 3                          |
| MR8                       | 3                    | 1976–1978 | F5000                              |
| New Generation "NG"       | 29                   | 1976–1983 | Formule Vee                        |
| 792                       | 3                    | 1979      | Formule 2                          |
| Aero FF                   | 1                    | 1979      | Formule Ford                       |
| GE Two-25                 | 1                    | 1980      | Formule 2                          |
| MR9                       | 1                    | 1980      | F5000 avec effet de sol (la seule) |
| Total                     | 248                  |           |                                    |